# STS-51-J
STS-51J — 21-й політ У рамках програми НАСА «Спейс Шаттл», 1-ша місія шатла «Атлантіс». Космічний корабель був запущений 3 жовтня 1985 року зі стартового майданчика 39-A Космічного центру ім. Кеннеді, з корисним навантаженням, що належить Міністерству оборони США. Посадка була проведена чотири дні потому — 7 жовтня.

## Екіпаж

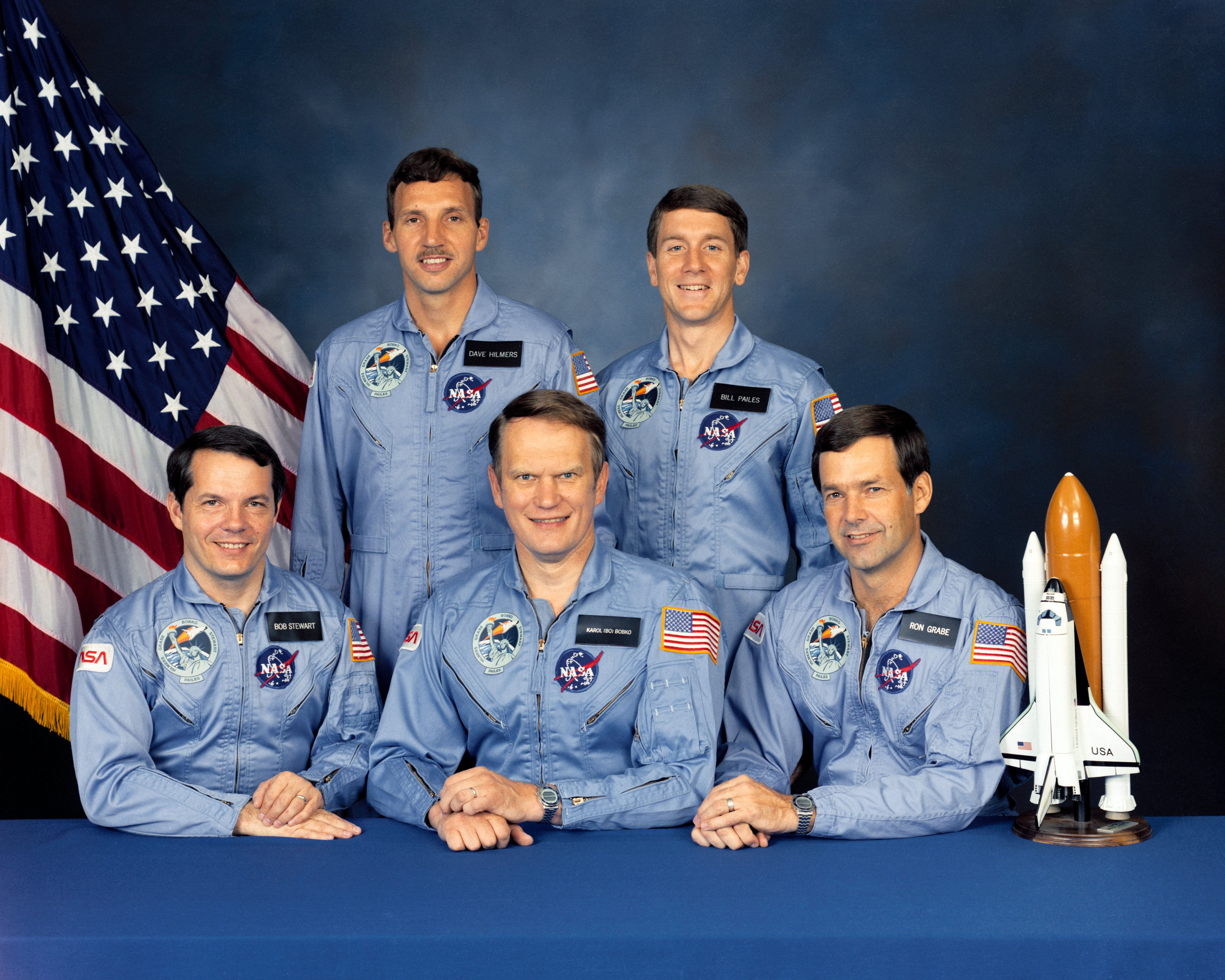
Екіпаж STS-51-J: (Зліва направо) — Стюарт, Гілмерс, Бобко, Пейлз і Ґрейб

- (НАСА): Керол Джозеф Бобко (англ. Karol J. Bobko) (3) — командир;
- (НАСА): Роналд Джон Грейб (англ. Ronald J. Grabe) (1) — пілот;
- (НАСА): Девід Карл Гілмерс (англ. David C. Hilmers) (1) — фахівець польоту;
- (НАСА): Роберт Лі Стюарт (англ. Robert L. Stewart) (2) — фахівець польоту;
- (НАСА): Вільям Артур Пейлз (англ. William A. Pailes) (1) — фахівець з корисного навантаження.

## Хід місії
STS-51J став другим польотом після STS-51-C, повністю присвяченим виконанню завдань Міністерства оборони США. Вантаж був засекречений, проте оголошено про запуск двох військових супутників зв'язку USA-11 і USA-12 типу DSCS-III ((англ. DSCS-III-Defense Satellite Communications System), які були доставлені на цільову орбіту за допомогою додаткового ступеня Inertial Upper Stage виробництва Boeing. Місія була визнана успішною.

## Галерея

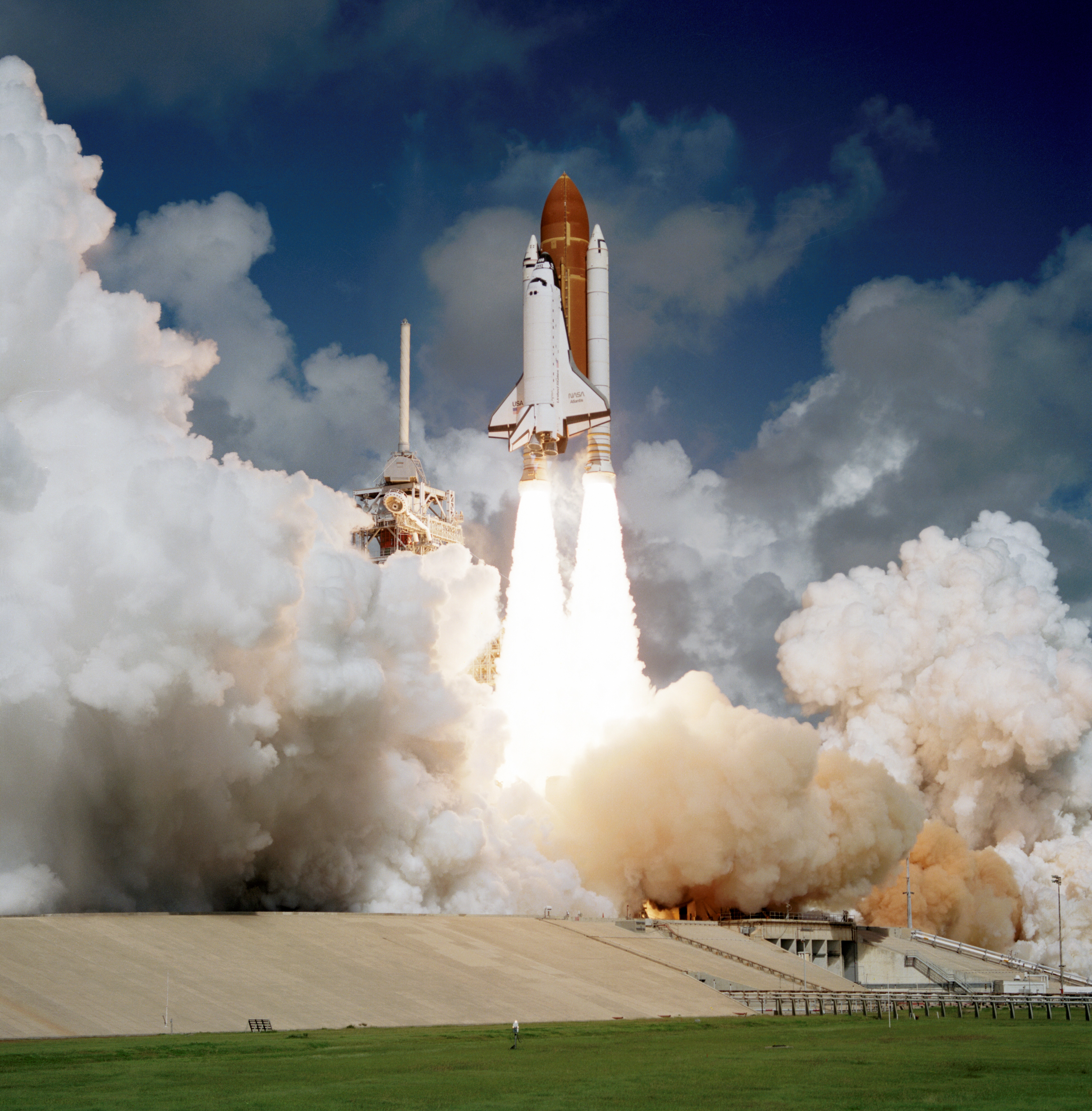
Перший старт шатла «Атлантіс»
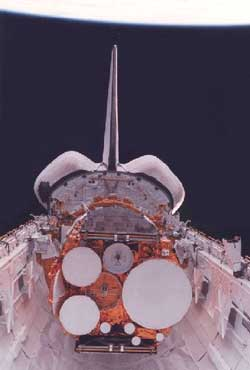
Розсекречений знімок: супутники перед запуском
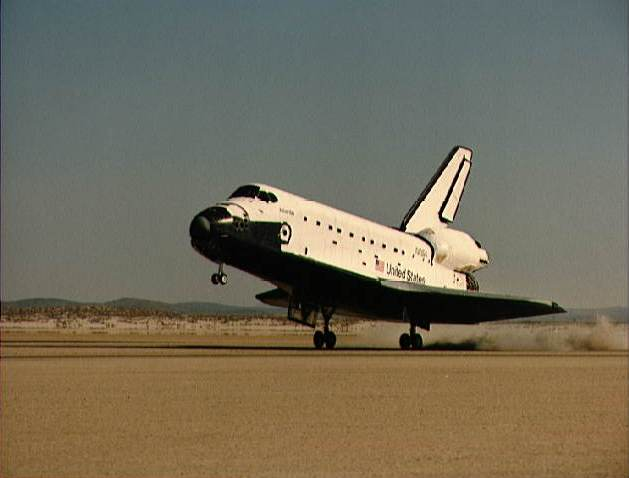
Закінчення місії STS- 51J: посадка шаттла на авіабазі Едвардс